# Winnie van Weerdenburg
Winnie van Weerdenburg est une nageuse néerlandaise née le 1er octobre 1946 à La Haye et morte le 27 octobre 1998 dans la même ville.

## Biographie
Winnie van Weerdenburg dispute l'épreuve du 4x100m nage libre aux Jeux olympiques d'été de 1964 de Tokyo aux côtés de Toos Beumer, Erica Terpstra et Pauline van der Wildt et remporte la médaille bronze.